# Јанков Поток
Јанков Поток (алб. Potok i Jankut) је насеље у општини Звечан, Косово и Метохија, Република Србија.

## Географија
Јанков Поток је мало планинско насеље са обе стране пута Нови Пазар–Бањска, у склопу Њескове Главе, Чукаре и Бајира. Крај с леве стране пута назива се Гувнина, у коме су куће Јовановића. Ниже Гувнине је крај Црешњице, Сва три насеља су разбијеног типа. Вода се употребљава са извора Башчине и још са три која немају називе. Њиве и ливаде су на местима која се називају Кршањак, Ћерана, Гувнина, Торине, Стране, Присоје, Исламов До и Велика Ливада у којој има јак извор. У Дубоку Долу извире Јанков Поток или Велика Река, лева притока Бањске Реке; испаша је на Њесковој Глави, Орловцу, Широкој Долини и по Каменици. Долина потока је обрасла густом буковом шумом.

## Историја
Гробље је у суседном селу Бањској Реци. Године 1948. у насељу је било 40 становника. Данашње село основали су у почетку 19. века родови из Бањске па се зато Јанков Поток сматра за њену раселицу.

## Порекло становништва по родовима
Порекло становништва по родовима:
- Вукајловићи, 2 куће, и Антонијевићи, 3 куће, су од Вукајловића у Бањској Реци.
- Рашићи, Милићевић, 1 кућа, Јовановићи, 3 куће, Гвозденовић, 1 кућа, су од Морачана Рашића у Бањској Реци.

## Демографија
Према проценама из 2009. године које су коришћене за попис на Косову 2011. године, ово насеље је имало 14 становника, већина Срби.
| Година       | 1948 | 1953 | 1961 | 1971 | 1981 | 1991 | 2011 |
| ------------ | ---- | ---- | ---- | ---- | ---- | ---- | ---- |
| Становништво | 40   | 50   | 40   | 42   | 32   | 30   | 14   |

|  |